# Těškovice
De gemeente Těškovice (Duits: Tieschkowitz) ligt in de Tsjechische regio Moravië-Silezië vlak bij het beschermde natuurgebied 'Oderbergen' en de stadjes Bílovec en Opava. Het heeft 865 inwoners en telt 228 huizen. Het dorp ligt op ongeveer 386 meter boven de zeespiegel. Vanaf het hoogste punt is er een uitzicht op de Beskidenwal, de industriestad Ostrava en het kuuroord Klimkovice.

## Geschiedenis
De eerste schriftelijke vermelding over Těškovice dateert van het jaar 1377. De allereerste bewoners in deze streek waren vissers, jagers en herders en de eerste stadjes en dorpen werden in de 12e en 13e eeuw gevestigd door de Tsjechen. De lange historie van deze streek is erg belangrijk voor de Tsjechische natie. In het jaar 1971 werd bij bouwwerkzaamheden een vat in de bodem gevonden met daarin 220 zilveren munten. Die stamden van tussen 1300 en 1348 van de regeringen van de koningen Wenzel II en Karl IV.

## Geloof
De Maagd Maria Hemelvaart Kerk van Těškovice werd in het jaar 1863 in pseudogotische stijl gebouwd met hulp van graaf Teodor Falkenhain von Kyjovice.

## Faciliteiten
Těškovice is een zelfstandige gemeente met aan het hoofd de burgemeester en negen raadsleden. Het heeft een basisschool met vijf klassen, een kleuterschool, een kleine supermarkt en een café (Hospoda). Voor sport en ontspanning ligt in het dorp een voetbalveld. Tot 2003 had Těškovice een eigen postkantoor, deze is nu verplaatst naar het dorp Velká Polom.

## Natuur en toerisme
Een van de natuurmerkwaardigheden is de locatie die de 'Felsen' genoemd wordt. Het is een ondergelopen steengroeve en bevindt zich in het bos bij Těškovice in de richting van Kyjovice.
In de heuvelachtige omgeving van Těškovice liggen uitgestrekte bosgebieden met een veeltal aan natuurbezienswaardigheden voor wandelaars, bijvoorbeeld het rivierdal van Jamník en Setina. De omgeving wordt veelvuldig door fietsers en bikers opgezocht. Door de gemeente voert de fietsroute Nr. 6193 die vanuit Bilovec naar Pustá Polom voert.
Bělá ·
Bohuslavice ·
Bolatice ·
Branka u Opavy ·
Bratříkovice ·
Brumovice ·
Březová ·
Budišov nad Budišovkou ·
Budišovice ·
Čermná ve Slezsku ·
Darkovice ·
Děhylov ·
Dobroslavice ·
Dolní Benešov ·
Dolní Životice ·
Háj ve Slezsku ·
Hať ·
Hlavnice ·
Hlubočec ·
Hlučín ·
Hněvošice ·
Holasovice ·
Hrabyně ·
Hradec nad Moravicí ·
Chlebičov ·
Chuchelná ·
Chvalíkovice ·
Jakartovice ·
Jezdkovice ·
Kobeřice ·
Kozmice ·
Kravaře ·
Kružberk ·
Kyjovice ·
Lhotka u Litultovic ·
Litultovice ·
Ludgeřovice ·
Markvartovice ·
Melč ·
Mikolajice ·
Mladecko ·
Mokré Lazce ·
Moravice ·
Neplachovice ·
Nové Lublice ·
Nové Sedlice ·
Oldřišov ·
Opava ·
Otice ·
Píšť ·
Pustá Polom ·
Radkov ·
Raduň ·
Rohov ·
Skřipov ·
Slavkov ·
Služovice ·
Sosnová ·
Staré Těchanovice ·
Stěbořice ·
Strahovice ·
Sudice ·
Svatoňovice ·
Šilheřovice ·
Štáblovice ·
Štěpánkovice ·
Štítina ·
Těškovice ·
Třebom ·
Uhlířov ·
Velké Heraltice ·
Velké Hoštice ·
Větřkovice ·
Vítkov ·
Vršovice ·
Vřesina ·
Závada